# Paul Charles Doherty
Pour les articles homonymes, voir Doherty (homonymie) et Paul Harding (homonymie).
Paul Charles Doherty, né le 21 septembre 1946 à Middlesbrough, dans le Yorkshire du Nord, est un historien, professeur et directeur d'école, romancier britannique, auteur de romans policiers historiques.
Il est officier de l'Ordre de l'Empire britannique (2011).
Il publie ses nombreuses œuvres sous son propre nom et plusieurs pseudonymes : Paul C. Doherty, Paul Doherty, C.L. Grace, Paul Harding, Michael Clynes, Ann Dukthas, Anna Apostolou et Vanessa Alexander.

## Biographie
Paul Doherty est né en 1946 à Middlesbrough. Il fait pendant trois ans des études pour devenir prêtre, mais abandonne cette voie pour étudier l'histoire à l'université de Liverpool et à l'université d'Oxford (Exeter College). Il devient ensuite professeur d'histoire médiévale dans l'enseignement secondaire, tout en continuant ses recherches qui le conduisent à une thèse de doctorat, consacré au roi Édouard II d'Angleterre et à la reine Isabelle, fille de Philippe IV le Bel et épouse d’Édouard II d'Angleterre.
Il est l'auteur de plus de 80 livres, d'un documentaire télévisé The Secret Life of Elizabeth I. Depuis 1981, P. C. Doherty est le directeur de l'école catholique Trinity Catholic High School à Woodford Green, dans l'Essex.
Il est surtout connu pour ses séries policières médiévales. Sous son nom, il atteint la notoriété avec celle ayant pour héros Hugh Corbett, un clerc royal ayant étudié à Oxford, devenu le gardien du sceau sous Edouard Ier d'Angleterre. Hugh Corbett parcourt les chemins d'une Angleterre de la fin du XIIIe siècle. Mais il se rend aussi en France, Écosse, Pays de Galles pour résoudre des meurtres restés impunis. Le clerc se retrouve ainsi au cœur de sombres complots fomentés par les puissants, les membres d'une secte, ou encore des moines défroqués. Ancien soldat dégoûté par les guerres sanglantes dont il a été témoin, il a eu une première épouse Marie, morte peu après leur mariage. Il s'est remarié avec Maeve Ap Llewelyn (« Lady Maeve »), princesse galloise avec qui il a une fille Aliénor, et un fils, Edouard. Lorsqu'il n'est pas en mission, Hugh vit au manoir de Leighton. Il a deux compagnons. D'abord, Ranulf-Atte-Newgate, libéré des geôles de Newgate (d'où son nom) par Corbett. Fidèle à son « maître », il se dégage petit à petite de son autorité et est tiraillé entre son amitié et l'attrait du pouvoir que dégage Edouard Ier. Ranulf deviendra clerc de la cire verte. Avide de pouvoir et de reconnaissance, c'est un coureur de jupon invétéré. Ensuite, Maltote, un jeune homme timide et très maladroit quand il a une arme entre les mains. En effet, quand il est en possession d'une arme il est plus dangereux pour son entourage qu'il ne le serait pour ses ennemis. Cependant, il a un vrai don pour les chevaux. Il est aussi le coursier le plus rapide du roi. C'est à la suite d'une rencontre dans « Le Prince des ténèbres » que Maltote devient le compagnon de Corbett et, surtout, de Ranulf qui lui apprend à jouer avec des dés pipés. Malheureusement, le palefrenier se fait assassiner dans La Chasse infernale. Il sera vengé par Ranulf et remplacé par Chanson dans la série.
Fondées sur des faits historiques, les aventures de Corbett se déroulent dans un Moyen Âge sombre et dangereux, peuplé d'espions, tueurs professionnels et autres criminels. La mort est omniprésente et décrite sans ambages. Les récits évoquent également toutes les couches de la société : roi, nobles, commerçants, taverniers, moines, soldats, tueurs professionnels, ribaudes, mendiants. Il y est également question de mythe ou de mystères médiévaux, tels que :
- Robin des Bois (Robin de Locksley) et de ses compagnons Jean Petit et Marianne ;
- Le vieux de la Montagne et ses fameux Assassins ou Hashashins ;
- Les Templiers et leur possession : le mandylion ;
- Le feu grégeois ;
- Le manuscrit de Voynich.

Une autre série médiévale, publiée par Doherty sous le pseudonyme C.L. Grace, met en scène Kathryn Swinbrooke, médecin et apothicaire à Cantorbéry. Grâce à ses dons d'observation et d'écoute, transmis par son père (auquel elle succède), elle se fait reconnaître comme une enquêtrice de talent au fil des mystères qu'elle résout en compagnie de Colum Murtagh, commissaire du roi et... Irlandais.
Parue sous le pseudonyme de Paul Harding, la série où enquêtent John Cranston et Frère Athelstan est également célèbre. Quand Edouard III se meurt, son fils, le légendaire Prince Noir l'a de peu précédé dans la tombe, ce qui oblige Richard, jeune roi de 10 ans, à partager le pouvoir avec Jean de Gand, duc de Lancastre, qui devient régent, en attendant mieux. Athelstan, jeune religieux anglais passionné d'astronomie, science mal acceptée par les instances religieuses, décide un jour de suivre son frère, parti en guerre contre ces maudits Français. La mort de ce dernier et les horreurs du conflit lui feront vite ravaler ses rêves de gloire et de grandeur, le tout suivi d'un piteux retour en Angleterre auprès de son ordre de Blackfriars (Les frères noirs, les dominicains). Le voilà puni deux fois ! Quitter les riches bibliothèques où il adorait étudier, pour rejoindre une miséreuse (mais vivante) paroisse de Southwark et en devenir le prêtre, c'est une lourde épreuve. Comme si cela ne suffisait pas, il doit supporter l'envoi à son service du secrétaire du Coroner royal de Londres, le coléreux John Cranston, ce qui contraint Frère Anselme à renouer avec l'horreur et les crimes qu'il croyait avoir définitivement laissés en France. À l'heure où la royauté se cherche, entre intrigues et complots de Cour, dans un pays empêtré dans une guerre permanente, Athelstan et Cranston, au beau milieu du Londres de la fin du XIVe siècle où voisinent crasse et apparat, offrent un excitant duo, en butte aux bas-fonds de l'âme humaine.
Les livres de P. C. Doherty ont été publiés en plusieurs langues et lus dans de nombreux pays : Angleterre, États-Unis, Espagne, Allemagne, Pays-Bas, Belgique, France, Italie, Roumanie, Estonie, Tchécoslovaquie, Russie, Bulgarie, Portugal, Chine, Argentine et  Mexique. P. C. Doherty est également l'auteur d'un documentaire très applaudi sur Channel Five-TV en Angleterre, La vie secrète d'Elizabeth I[réf. nécessaire]. Son site Web fournit également un podcast de cautionnement pour un débat sur Alexandre entre le Dr Doherty et d'autres historiens.
Le Dr Doherty a participé au festival médiéval de Bayeux en 2008.

## Œuvres

### Romans

#### SérieHugh Corbett
Publiée en français sous le nom de Paul C. Doherty
1. Satan in St. Mary's (1986) Publié en français sous le titre Satan à St Mary-le-Bow, Paris, 10/18, « Grands Détectives » no 2776, 1996
2. Crown in Darkness (1988) Publié en français sous le titre La Couronne dans les ténèbres, Paris, 10/18, « Grands Détectives » no 2777, 1996
3. Spy in Chancery (1988) Publié en français sous le titre Un espion à la chancellerie, Paris, 10/18, « Grands Détectives » no 2820, 1997
4. The Angel of Death (1989) Publié en français sous le titre L'Ange de la mort, Paris, 10/18, « Grands Détectives » no 2863, 1997
5. The Prince of Darkness (1992) Publié en français sous le titre Le Prince des ténèbres, Paris, 10/18, « Grands Détectives » no 2901, 1997
6. Murder Wears a Cowl (1992) Publié en français sous le titre Faux Frère, Paris, 10/18, « Grands Détectives » no 2966, 1998
7. The Assassin in the Greenwood (1993) Publié en français sous le titre L'Assassin de Sherwood, Paris, 10/18, « Grands Détectives » no 3036, 1999
8. The Song of a Dark Angel (1994) Publié en français sous le titre La Complainte de l'Ange Noir, Paris, 10/18, « Grands Détectives » no 3127, 1999
9. Satan's Fire (1995) Publié en français sous le titre Le Feu de Satan, Paris, 10/18, « Grands Détectives » no 3290, 2001
10. The Devil's Hunt (1996) Publié en français sous le titre La Chasse infernale, Paris, 10/18, « Grands Détectives » no 3296, 2001
11. The Demon Archer (1999) Publié en français sous le titre L'Archer démoniaque, Paris, 10/18, « Grands Détectives » no 3437, 2002
12. The Treason of the Ghosts (2000) Publié en français sous le titre La Trahison des ombres, Paris, 10/18, « Grands Détectives » no 3584, 2003
13. Corpse Candle (2001) Publié en français sous le titre Funestes Présages, Paris, 10/18, « Grands Détectives » no 3705, 2005
14. The Magician's Death (2004) Publié en français sous le titre Le Livre du magicien, Paris, 10/18, « Grands Détectives » no 3879, 2006
15. The Waxman Murders (2006) Publié en français sous le titre Le Trésor de  « l'Indomptable », Paris, 10/18, « Grands Détectives » no 4085, 2008
16. Nightshade (2010) Publié en français sous le titre Le Porteur de mort, Paris, 10/18, « Grands Détectives » no 4407, 2011
17. The Mysterium (2010) Publié en français sous le titre La Vengeance du Mysterium, Paris, 10/18, « Grands Détectives » no 4553, 2012Spécial: The Peacock's Cry (Juillet 2016): courte nouvelle de 62 pages, exclusivement en ligne.
18. Dark Serpent (Août 2016)
19. Devil’s Wolf (2017)
20. Death's Dark Valley (2019)
21. Hymn to Murder (2020)
22. Mother Midnight (2021)
23. Realm of Darkness (2022)
24. Banners of Hell (2024)

#### SérieJuge Amerotké
Série située dans l'Égypte antique et contant les enquêtes du Juge Amerotké du temple de Maat.
- The Mask of Ra (1998) Publié en français sous le titre Sous le masque de Rê, Paris, Archipel, 2004 ; réédition, Paris, 10/18, « Grands Détectives » no 3894, 2006
- The Horus Killings (1999) Publié en français sous le titre Meurtres au nom d'Horus, Paris, Archipel, 2004 ; réédition, Paris, 10/18, « Grands Détectives » no 3992, 2007
- The Anubis Slayings (2000) Publié en français sous le titre La Malédiction d'Anubis, Paris, Archipel, 2005 ; réédition, Paris, 10/18, « Grands Détectives » no 4105, 2008
- The Slayers of Seth (2001) Publié en français sous le titre Les Meurtriers de Seth, Paris, Archipel, 2007 ; réédition, Paris, 10/18, « Grands Détectives » no 4146, 2009
- The Assassins of Isis (2004) Publié en français sous le titre Les Trois Morts d'Isis, Paris, Archipel, 2009 ; réédition, Paris, 10/18, « Grands Détectives » no 4355, 2010
- The Poisoner of Ptah (2007) Publié en français sous le titre L'Empoisonneur de Ptah, Paris, 10/18, « Grands Détectives » no 4495, 2011
- The Spies of Sobeck (2008) Publié en français sous le titre L'Espion de Sobek, Paris, 10/18, « Grands Détectives » no 4617, 2012

#### SérieMathilde de Westminster
L'action se déroule dans l'Angleterre du XIVe siècle.
- The Cup of Ghosts (2005) Publié en français sous le titre Le Calice des esprits, Paris, 10/18, « Grands Détectives » no 4283, 2009
- The Poison Maiden (2007) Publié en français sous le titre Le Combat des reines, Paris, 10/18, « Grands Détectives » no 4312, 2010
- The Darkening Glass (2009) Publié en français sous le titre Le Règne du chaos, Paris, 10/18, « Grands Détectives » no 4459, 2011

#### SérieMatthew Jenkyn
Série située dans l'Angleterre du XVe siècle
- The Whyte Harte (1988) Publié en français sous le titre L'Ordre du Cerf blanc, Paris, 10/18, « Grands Détectives » no 4072, 2007
- The Serpent Amongst the Lilies (1990) Publié en français sous le titre Le Lys et le Serpent, Paris, 10/18, « Grands Détectives » no 4180, 2008

#### SérieAncient Rome
- Domina (2002)
- Murder Imperial (2003)
- The Song of the Gladiator (2004)
- The Queen of the Night (2006)
- Murder's Immortal Mask (2008)

#### SérieTemplars
- The Templar (2007)
- The Templar Magician (2009)

#### Autres romans
- The Death of a King: A Medieval Mystery (1985)
- The Lord Count Drakulya (1986)
- The Prince Drakulya (1986)
- Dove Amongst the Hawks (1990)
- The Fate of Princes (1990)
- The Masked Man (1991) Publié en français sous le titre L'Homme masqué, Paris, 10/18, « Grands Détectives » no 4385, 2010
- The Rose Demon (1997)
- The Haunting (1997)
- The Soul Slayer (1998)
- The Plague Lord (2002)
- The Death of the Red King (2006)
- The Last of Days (2013)

#### Courts romans (novellas)
- The Murder of Innocence (2013)
- A Counter-Blast to Tobacco (2013)

#### SérieLes Enquêtes de Télamonsignée Paul Doherty
La série met en scène Alexandre le Grand.
- The House of Death (2001) Publié en français sous le titre La Mort sans visage, Paris, 10/18, « Grands Détectives » no 3738, 2004
- The Godless Man (2002) Publié en français sous le titre L'Homme sans dieux, Paris, 10/18, « Grands Détectives » no 3739, 2004
- The Gates of Hell (2003) Publié en français sous le titre Le Manuscrit de Pythias, Paris, 10/18, « Grands Détectives » no 3860, 2005

#### SérieCanterbury Pilgrimage Mysteriessignée P.C. Doherty
- An Ancient Evil: The Knight's Tale of Mystery (1993)
- A Tapestry of Murders: The Man of Law's Tale of Mystery (1994)
- A Tournament of Murders: The Franklin's Tale of Mystery (1996)
- Ghostly Murders: The Poor Priest's Tale of Mystery (1997)
- The Hangman's Hymn: The Carpenter's Tale of Mystery (2001)
- A Haunt of Murder: The Clerk of Oxford's Tale of Mystery (2002)
- The Midnight Man (2012)

#### SérieContes de Cantorbéry de Katherine Swinbrookesignée C.L. Grace[4]
- A Shrine of Murders (1993) Publié en français sous le titre Meurtres dans le sanctuaire, Paris, 10/18, « Grands Détectives » no 3029, 1999
- The Eye of God (1994) Publié en français sous le titre L'Œil de Dieu, Paris, 10/18, « Grands Détectives » no 3030, 1999
- The Merchant of Death (1995) Publié en français sous le titre Le Marchand de mort, Paris, 10/18, « Grands Détectives » no 3094, 1999
- The Book of Shadows (1996) Publié en français sous le titre Le Livre des ombres, Paris, 10/18, « Grands Détectives » no 3190, 2000
- Saintly Murders (2001) Publié en français sous le titre La Rose de Raby, Paris, 10/18, « Grands Détectives » no 3406, 2002
- A Maze of Murders (2003) Publié en français sous le titre Le Lacrima Christi, Paris, 10/18, « Grands Détectives » no 3836, 2005
- A Feast of Poisons (2004) Publié en français sous le titre Le Temps des poisons, Paris, 10/18, « Grands Détectives » no 3928, 2006

#### SérieJohn Cranston et Frère Athelstansignée Paul Harding
Le personnage principal de la série est un frère dominicain au service de Sir John Cranston, coroner de la cité de Londres.  Le premier tome débute au moment de la mort d'Edouard III (1377), lorsque son fils Jean de Gand devient régent de son neveu, le roi Richard II (10 ans).
- The Nightingale Gallery (1991) Publié en français sous le titre La Galerie du Rossignol, Paris, 10/18, « Grands Détectives » no 3167, 2000
- The House of the Red Slayer (1992) Publié en français sous le titre Le Donjon du bourreau, Paris, 10/18, « Grands Détectives » no 3218, 2000
- Murder most Holy (1993) Publié en français sous le titre Sacrilège à Blackfriars, Paris, 10/18, « Grands Détectives » no 3226, 2000
- Anger of God (1993) Publié en français sous le titre La Colère de Dieu, Paris, 10/18, « Grands Détectives » no 3336, 2001
- By Murder’s Bright Light (1994) Publié en français sous le titre Le Fanal de la mort, Paris, 10/18, « Grands Détectives » no 3340, 2002
- The House of Crows (1995) Publié en français sous le titre Le Repaire des corbeaux, Paris, 10/18, « Grands Détectives » no 3531, 2003
- The Assassins Riddle (1996) Publié en français sous le titre Le Jeu de l'assassin, Paris, 10/18, « Grands Détectives » no 3666, 2004
- The Devil's Domain (1998) Publié en français sous le titre La Chambre du diable, Paris, 10/18, « Grands Détectives » no 3842, 2005
- The Field of Blood (1999) Publié en français sous le titre L'Auberge du paradis, Paris, 10/18, « Grands Détectives » no 3973, 2006
- The House of Shadows (2003) Publié en français sous le titre La Taverne aux oubliés, Paris, 10/18, « Grands Détectives » no 3998, 2007
- Bloodstone (2011) Publié en français sous le titre La Pierre de sang, Paris, 10/18, « Grands Détectives » no 4686, 2013
- The Straw Man (2012) Publié en français sous le titre Les Baladins du Régent, Paris, 10/18, « Grands Détectives » no 4802, juin 2014
- Candle Flame (2014)Publié en français sous le titre La Torche Ardente, Paris, 10/18, « Grands Détectives » no 4937, juin 2015[5]
- The Book of Fires (2015)Publié en français sous le titre Le Livre des Feux, Paris, 10/18, « Grands Détectives » no 5083, juin 2016
- The Herald of Hell (2015)Publié en français sous le titre Le Héraut de l'Enfer, Paris, 10/18, « Grands Détectives », no 5214, juin 2017
- The Great Revolt (2016)Publié en français sous le titre La Grande Révolte, Paris, 10/18, « Grands Détectives », no 5344, juin 2018
- A Pilgrimage to Murder (2017)Publié en français sous le titre Pèlerinage mortel, Paris, 10/18, « Grands Détectives », no 5396, novembre 2018
- The Mansions of Murder (2018)Publié en français sous le titre Le Coffret maléfique, Paris, 10/18, « Grands Détectives », no 5456, juin 2019
- The Godless (2019)Publié en français sous le titre Le Masque d'Oriflamme, Paris, 10/18, « Grands Détectives », no 5556, novembre 2020
- The Stone of Destiny (2021)Publié en français sous le titre L’Écorcheur de Londres, Paris, 10/18, « Grands Détectives », no 5677, juillet 2021
- The Hanging Tree (2022)Publié en français sous le titre L’Arbre aux Pendus, Paris, 10/18, « Grands Détectives », no 5820, novembre 2022
- Murder Most Treasonable (2023)Publié en français sous le titre La Conspiration des Mystérieux, Paris, 10/18, « Grands Détectives », no 5907, juin 2024
- Murder's Snare (2024)Publié en français sous le titre La Passion du crime, Paris, 10/18, « Grands Détectives », no , juin 2025

#### SérieSir Roger Shallotsignée Michael Clynes
- The White Rose Murders (1991)
- The Poisoned Chalice (1992)
- The Grail Murders (1993)
- A Brood of Vipers (1994)
- The Gallows Murders (1995)
- The Relic Murders (1996)

#### SérieNicolas Segallasignée Ann Dukthas
- A Time for the Death of a King (1994) Publié en français sous le titre Le Messager du temps, Paris, 10/18, « Grands Détectives » no 3831, 2005
- The Prince Lost the Time (1995) Publié en français sous le titre En mémoire d'un prince, Paris, 10/18, « Grands Détectives » no 3832, 2005
- The Time of Murder at Mayerling (1996) Publié en français sous le titre Les Oubliés de Mayerling, Paris, 10/18, « Grands Détectives » no 3900, 2006
- In the Time of the Poisoned Queen (1998)

#### SérieMargaret Beaufort
- Dark Queen Rising (2018) Publié en français sous le titre La Reine de l'Ombre, Paris, 10/18, « Grands Détectives » no 5498, 2019
- Dark Queen Waiting (2019) Publié en français sous le titre Le Complot des Ombres, Paris, 10/18, « Grands Détectives » no 5590, 2020
- Dark Queen Watching (2021) Publié en français sous le titre La Dernière Ombre, Paris, 10/18, « Grands Détectives » no 5871, 2022
- Dark Queen Wary (2023)

#### Mahu (The Akhenaten-trilogy)[6]
- An Evil Spirit Out of the West (2003)
- The Season of the Hyaena (2005)
- The Year of the Cobra (2005)

#### Wars of the Roses Trilogy
- Roseblood (2014)

#### SérieMiriam et Simeon Bartimaeussignée Anna Apostolou
- A Murder in Macedon (1997)
- A Murder in Thebes (1998)

#### Romans signés Vanessa Alexander
- The Love Knot (1999)
- Of Love and War (2000)
- The Loving Cup (2001)

### Ouvrages historiques
- The Mysterious Death of Tutankhamun: Re-opening the Case of Egypt's Boy-king (2002)
- Isabella and the Strange Death of Edward II (2003)
- The Death of Alexander the Great: What or Who Really Killed the Young Conqueror of the Known World? ou Alexander the Great: The Death of a God (2004)
- The Great Crown Jewel Robbery of 1303 (2005)
- The Secret Life of Elizabeth I (2005)

## Sources
- Claude Mesplède (dir.), Dictionnaire des littératures policières, vol. 1 : A - I, Nantes, Joseph K, coll. « Temps noir », 2007, 1054 p. (ISBN 978-2-910-68644-4, OCLC 315873251), p. 605-606.